# Charles-Henri Plantade

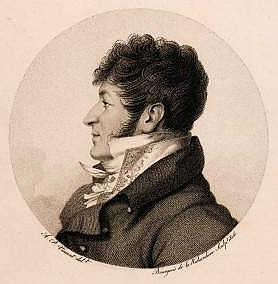
Charles-Henri Plantade 1806.

Charles-Henri Plantade, född den 19 oktober 1767 i Paris, död där den 18 december 1839, var en fransk tonsättare. Han var far till Charles-François Plantade.
Plantade var 1797 anställd som sånglärare i uppfostringsanstalten i Saint Denis, där han bland andra även undervisade Hortense de Beauharnais, styvdotter till Napoleon I och sedermera drottning av Holland. Han utnämndes 1802 till professor i sång vid konservatoriet jämte Garat. Plantade bestridde 1806 kapellmästaretjänsten i Amsterdam. Han var 1812 anställd som sånglärare och regissör vid stora operan i Paris samt professor i sång i det nyorganiserade konservatoriet. Plantade utnämndes av Ludvig XVIII till kapellmästare och riddare av Hederslegionen. Han förlorade sin tjänst vid revolutionen 1830 och dog i torftiga omständigheter. Plantade skrev operor, instrumentalmusik och sånger med mera.